# Rohr im Gebirge
Rohr im Gebirge est une commune autrichienne du district de Wiener Neustadt-Land en Basse-Autriche.